# Ligusticum tenuisectum
Ligusticum tenuisectum är en flockblommig växtart som beskrevs av H.Boissieu. Ligusticum tenuisectum ingår i släktet strandlokor, och familjen flockblommiga växter. Inga underarter finns listade i Catalogue of Life.